# Gathering of the Juggalos
Le Gathering of the Juggalos (The Gathering ou GOTJ) est un festival musical annuel organisé par Psychopathic Records, faisant participer les membres du label et divers autres groupes et artistes issus de la scène underground. Il est fondé par Jumpsteady, Insane Clown Posse (Joseph Bruce et Joseph Utsler), et leur label en 2000. Décrit par Joseph Bruce comme le « Woodstock Juggalo » (Juggalo étant le surnom attribué aux fans d'Insane Clown Posse), le Gathering of the Juggalos s'étend sur cinq jours et comprend des concerts, des combats de catch, des jeux, des concours, des sessions d'autographes, du karaoké, et des rencontres avec les artistes. Sur les onze premiers événements, le festival a réussi à attirer 107 500 adeptes.